# Celestus sepsoides
Espèce
Synonymes
- Sauresia sepsoides Gray, 1852
- Embryopus habichii Weinland, 1863

Statut de conservation UICN

 LC  : Préoccupation mineure
Celestus sepsoides est une espèce de sauriens de la famille des Diploglossidae.

## Répartition
Cette espèce est endémique d'Hispaniola. Elle se rencontre en Haïti et en République dominicaine.

## Description
Ce lézard est terrestre, avec un corps allongé marron brillant tirant sur le marron clair sur le dos. Il possède des pattes quasiment atrophiées.

## Publication originale
- Gray, 1852 : Description of Sauresia, a new genus of Scincidae from St. Domingo. Annals and Magazine of Natural History, sér. 2, vol. 10, no 28, p. 281-282 (texte intégral).